# Винковци Шомођивар култура
Винковци Шомођивар култура  (мађ. Somogyvár) је култура раног бронзаног доба која се простирала у области Трансданубије и блиска је Винковачкој култури и карактеришу је елементи поствучедолске културе (Зок културе). Ову културу је дефинисао Иштван Бони. 
Настаје око 1900. године п. н. е. и нестаје у време формирања културе инкрустоване керамике 1700. године п. н. е. 

## Одлике Шомођивар културе
Насеља су грађена на узвишењима и велике су површине. Откривене су полуукопане колибе које су имале четвороугаону или квадратну основу.
О сахрањивању се мало зна, претпоставља се да је примењивана инхумација, а да су тела постављана у зрчени став. Прављени су тумули. 
Керамика је неорнаментисана, глачана, грубе фактуре. За рани период карактеристични су мрки тонови.
Шомођвар облици имају дршку која креће са обода. Јављају се кратке зделе са већим доњим конусом и несиметричним тракастим дршкама. 
Карактеристичне су »посуде за млеко«, посуде цилиндрицног облика са тунеластим дршкама које полазе од обода.
Практиковано је украшавање косим, вертикалним канелурама.
Карактеристични облици су:
- питоси,
- амфоре,
- лонци украшени барботином, метличастим орнаментима или са кратким глачаним вратом

Од металних налаза откривене су масивне бакарне секире са ушицама. 